# Fórmula quadrática

A função quadrática, com raízes e.

Em álgebra, a fórmula quadrática, também conhecida como fórmula de Bhaskara no Brasil, é uma fórmula que fornece a solução de uma equação do 2º grau (ou equação quadrática). Existem outras formas de resolver uma equação quadrática, como fatoração, completamento de quadrados, pelo gráfico da função e outras.
Dada uma equação quadrática geral no formato:
{\displaystyle ax^{2}+bx+c=0}
cujo discriminante {\displaystyle b^{2}-4ac} é positivo (onde {\displaystyle x} representa um valor desconhecido, {\displaystyle a} , {\displaystyle b} e {\displaystyle c} representam constantes, sendo {\displaystyle a\neq 0}), a fórmula quadrática é:
{\displaystyle x={\frac {-b\pm {\sqrt {b^{2}-4ac}}}{2a}}\ \ }
na qual o sinal de mais ou menos "±" indica que a equação quadrática tem duas soluções. Quando escritas separadamente, estas são:
{\displaystyle x_{1}={\frac {-b+{\sqrt {b^{2}-4ac}}}{2a}}\quad {\text{e}}\quad x_{2}={\frac {-b-{\sqrt {b^{2}-4ac}}}{2a}}}
Cada uma dessas duas soluções é chamada de raiz (ou zero) da equação quadrática. Geometricamente, essas raízes representam os valores de {\displaystyle x} em que qualquer parábola, descrita como {\displaystyle y=ax^{2}+bx+c}, cruza o eixo {\displaystyle x}.
Além de ser uma fórmula que fornece as raízes de qualquer parábola, a fórmula quadrática também pode ser usada para identificar o eixo de simetria da mesma parábola, e o número de raízes reais que uma equação quadrática contém.
Embora no Brasil seja comumente atribuída a Bhaskara II, uma variante da fórmula que fornece a raiz real de uma equação quadrática já havia sido descoberta séculos antes do nascimento de Bhaskara, pelo matemático indiano Brahmagupta. Em partes da Alemanha e da Suíça, a fórmula é coloquialmente conhecida como a "fórmula da meia-noite", porque os alunos devem ser capazes de recitá-la mesmo que sejam acordados à meia-noite.

## Formulações equivalentes
Quando o discriminante {\displaystyle b^{2}-4ac} é positivo, a fórmula quadrática também pode ser escrita no formato
{\displaystyle x=-{\frac {b}{2a}}\pm {\sqrt {\frac {b^{2}-4ac}{4a^{2}}}}\ ,}
que pode ser simplificado para
{\displaystyle x=-{\frac {b}{2a}}\pm {\sqrt {\left({\frac {b}{2a}}\right)^{2}-{\frac {c}{a}}}}\ .}
Essa versão da fórmula facilita a descoberta das raízes quando se usa uma calculadora.
Quando o discriminante {\displaystyle b^{2}-4ac} é negativo, raízes complexas estão envolvidas. Nesse caso, a fórmula quadrática acima pode ser descrita com a seguinte expressão (na qual a expressão fora da raíz quadrada é a parte real e a contida na raíz é a parte imaginária):
{\displaystyle x=-{\frac {\ b}{2a}}\pm i{\sqrt {\left|\left({\frac {\ b}{2a}}\right)^{2}-{\frac {c}{a}}\right|}}\ .}

### Método de Muller
Uma fórmula quadrática menos conhecida, que é utilizada no Método de Muller e que pode ser encontrada pelas Fórmulas de Viète, fornece (assumindo {\displaystyle a\neq 0}, {\displaystyle c\neq 0}) as mesmas raízes pela equação:
{\displaystyle x={\frac {-2c}{b\pm {\sqrt {b^{2}-4ac}}}}={\frac {2c}{-b\mp {\sqrt {b^{2}-4ac\ }}}}\ .}

### Formulações baseadas em parametrizações alternativas
A parametrização padrão da equação quadrática é
{\displaystyle ax^{2}+bx+c=0\ .}
Algumas fontes, particularmente as mais velhas, usam parametrizações da equação quadrática como
{\displaystyle ax^{2}-2b_{1}x+c=0}, onde {\displaystyle b_{1}=-b/2},
ou
{\displaystyle ax^{2}+2b_{2}x+c=0}, onde {\displaystyle b_{2}=b/2}.
Essas parametrizações resultam em formas levemente diferentes para a solução, mas que são equivalentes à parametrização padrão.

### Usando a técnica de 'completar o quadrado'

#### Método padrão
Divida a equação quadrática por {\displaystyle a}, que é permitido porque {\displaystyle a\neq 0}:
{\displaystyle x^{2}+{\frac {b}{a}}x+{\frac {c}{a}}=0\ \ .}
Subtraia {\displaystyle {\frac {c}{a}}} dos dois lados da equação, o que resulta em:
{\displaystyle x^{2}+{\frac {b}{a}}x=-{\frac {c}{a}}\ \ .}
A equação quadrática agora está em um formato em que a técnica de completar o quadrado é aplicável. Adicionando uma constante a ambos os lados da equação de tal forma que o lado esquerdo da equação se torne um quadrado perfeito, a equação quadrática se torna:
{\displaystyle x^{2}+{\frac {b}{a}}x+\left({\frac {b}{2a}}\right)^{2}=-{\frac {c}{a}}+\left({\frac {b}{2a}}\right)^{2}\ \ ,}
o que produz:
{\displaystyle \left(x+{\frac {b}{2a}}\right)^{2}=-{\frac {c}{a}}+{\frac {b^{2}}{4a^{2}}}\ \ .}
Assim, após reorganizar os termos do lado direito da equação para terem um denominador comum, nós obtemos:
{\displaystyle \left(x+{\frac {b}{2a}}\right)^{2}={\frac {b^{2}-4ac}{4a^{2}}}\ \ .}
Desta maneira, completamos o quadrado. Se o discriminante {\displaystyle b^{2}-4ac} é positivo, podemos extrair a raiz quadrada de ambos os lados, resultando na seguinte equação:
{\displaystyle x+{\frac {b}{2a}}=\pm {\frac {\sqrt {b^{2}-4ac\ }}{2a}}\ \ .}
Nesse caso, isolar a variável {\displaystyle x} nos fornece a fórmula quadrática:
{\displaystyle x={\frac {-b\pm {\sqrt {b^{2}-4ac\ }}}{2a}}\ \ .}
Existem múltiplas variações dessa derivação com diferenças mínimas, principalmente em relação à manipulação da constante {\displaystyle a}.

#### Método mais curto
Também é possível completar o quadrado com uma sequência mais curta, e muitas vezes mais simples:
1. Multiplique cada lado por {\displaystyle 4a},
2. Reorganize.
3. Adicione {\displaystyle b^{2}} a ambos os lados para completar o quadrado.
4. O lado esquerdo é a expansão do polinômio {\displaystyle (2ax+b)^{2}}.
5. Extraia a raiz quadrada de ambos os lado.
6. Isole {\displaystyle x}.

Nesse caso, a fórmula quadrática é derivada da seguinte forma:
{\displaystyle {\begin{aligned}ax^{2}+bx+c&=0\\4a^{2}x^{2}+4abx+4ac&=0\\4a^{2}x^{2}+4abx&=-4ac\\4a^{2}x^{2}+4abx+b^{2}&=b^{2}-4ac\\(2ax+b)^{2}&=b^{2}-4ac\\2ax+b&=\pm {\sqrt {b^{2}-4ac}}{\text{ (válido se }}b^{2}-4ac{\text{ é positivo)}}\\\\2ax&=-b\pm {\sqrt {b^{2}-4ac}}\\x&={\frac {-b\pm {\sqrt {b^{2}-4ac}}}{2a}}\ \ .\end{aligned}}}
Essa derivação da fórmula quadrática é extremamente antiga e era conhecida na Índia pelo menos desde 1025. Comparada à derivação em uso padrão, essa derivação alternativa evita frações até o último passo e portanto não requer uma reorganização após o terceiro passo para obter um denominador comum no lado direito.

### Por substituição
Outra técnica é a solução por substituição. Nessa técnica, nós substituímos {\displaystyle x=p+q} na equação quadrática para obtermos:
{\displaystyle a(p+q)^{2}+b(p+q)+c=0\ \ .}
Expandindo o resultado e agrupando as potências de  {\displaystyle p} obtemos:
{\displaystyle ap^{2}+p(2aq+b)+\left(aq^{2}+bq+c\right)=0\ \ .}
Ainda não impusemos uma segunda condição em {\displaystyle p} e {\displaystyle q}, então escolheremos um {\displaystyle q} para que o termo do meio desapareça. Ou seja, {\displaystyle 2aq+b=0} ou {\displaystyle \textstyle q={\frac {-b}{2a}}}.
{\displaystyle ap^{2}+p(\ \ \ 0\ \ )+\left(aq^{2}+bq+c\right)=0\ \ .}
{\displaystyle ap^{2}+\ \ \ \ \ \ \ \ \ \ \ \ \ \ \ \ \ \left(aq^{2}+bq+c\right)=0\ \ .}
Subtraindo o termo constante de ambos os lados da equação (para movê-lo para o lado direito) e então dividindo por {\displaystyle a} temos:
{\displaystyle p^{2}={\frac {-\left(aq^{2}+bq+c\right)}{a}}\ \ .}
Substituindo {\displaystyle m} temos:
{\displaystyle p^{2}={\frac {-\left({\frac {b^{2}}{4a}}+{\frac {-b^{2}}{2a}}+c\right)}{a}}={\frac {b^{2}-4ac}{4a^{2}}}\ \ .}
Portanto, contanto que o discriminante {\displaystyle b^{2}-4ac} seja positivo,
{\displaystyle p=\pm {\frac {\sqrt {b^{2}-4ac}}{2a}}}
Expressando novamente {\displaystyle p} em termos de {\displaystyle x} usando a fórmula {\displaystyle \textstyle x=p+q=p-{\frac {b}{2a}}} , A fórmula quadrática conhecida pode ser obtida:
{\displaystyle x={\frac {-b\pm {\sqrt {b^{2}-4ac}}}{2a}}\ \ .}

### Usando identidades algébricas
O método a seguir foi usada por muitos matemáticos ao longo da história:
Sejam r1 e r2 as raízes da equação quadrática padrão. A derivação começa ao lembrarmos da identidade:
{\displaystyle (r_{1}-r_{2})^{2}=(r_{1}+r_{2})^{2}-4r_{1}r_{2}\ \ .}
Extraindo a raiz quadrada de ambos os lados, temos:
{\displaystyle r_{1}-r_{2}=\pm {\sqrt {(r_{1}+r_{2})^{2}-4r_{1}r_{2}}}\ \ .}
Sabendo que a ≠ 0, podemos dividir a equação padrão por a para obter um polinômio quadrático com as mesmas raízes. Isto é,
{\displaystyle x^{2}+{\frac {b}{a}}x+{\frac {c}{a}}=(x-r_{1})(x-r_{2})=x^{2}-(r_{1}+r_{2})x+r_{1}r_{2}\ \ .}
Podemos então perceber que a soma das raízes da equação quadrática padrão é dada por {\displaystyle -{\frac {b}{a}}}, e o produto destas raízes é dado por {\displaystyle {\frac {c}{a}}}. Com isso em mente, podemos reescrever a identidade da seguinte forma:
{\displaystyle r_{1}-r_{2}=\pm {\sqrt {\left(-{\frac {b}{a}}\right)^{2}-4{\frac {c}{a}}}}=\pm {\sqrt {{\frac {b^{2}}{a^{2}}}-{\frac {4ac}{a^{2}}}}}=\pm {\frac {\sqrt {b^{2}-4ac}}{a}}\ \ .}
O que leva a,
{\displaystyle r_{1}={\frac {(r_{1}+r_{2})+(r_{1}-r_{2})}{2}}={\frac {-{\frac {b}{a}}\pm {\frac {\sqrt {b^{2}-4ac}}{a}}}{2}}={\frac {-b\pm {\sqrt {b^{2}-4ac}}}{2a}}\ \ .}
Já que {\displaystyle r_{2}=-r_{1}-{\frac {b}{a}}} , se usarmos
{\displaystyle r_{1}={\frac {-b+{\sqrt {b^{2}-4ac}}}{2a}}}
então obtemos
{\displaystyle r_{2}={\frac {-b-{\sqrt {b^{2}-4ac}}}{2a}}\ \ ;}
e se ao invés disso usarmos
{\displaystyle r_{1}={\frac {-b-{\sqrt {b^{2}-4ac}}}{2a}}}
então podemos calcular que
{\displaystyle r_{2}={\frac {-b+{\sqrt {b^{2}-4ac}}}{2a}}\ \ .}
Combinando esses resultados usando a abreviação ±, temos que as soluções da equação quadrática são:
{\displaystyle x={\frac {-b\pm {\sqrt {b^{2}-4ac}}}{2a}}\ \ .}

## Desenvolvimento histórico
Os primeiros métodos para resolver equações quadráticas eram geométricos. Tabletes cuneiforme babilônios continham problemas reduzíveis a resoluções de equações quadráticas. O Papiro de Berlim egípcio, que remonta ao Império Médio (2050 a.C até 1710 a.C), contém a solução para uma equação quadrática de dois termos.
O matemático grego Euclides (c. 300 a.C) usou métodos geométricos para resolver equações quadráticas no Livro 2 de seu tratado matemático Elementos. Regras para equações quadráticas aparecem no livro chinês Os nove capítulos da arte matemática (c. 200 a.C). Em seu tratado Arithmetica, o matemático grego Diofanto (c. 250 d.C) resolveu equações quadráticas com um método mais reconhecível como algébrico quando comparado à álgebra geométrica de Euclides. Sua solução só fornecia uma raiz, mesmo em casos com duas raízes positivas.
O matemático indiano Brahmagupta (597–668) descreveu explicitamente a fórmula quadrática em seu tratado Brāhmasphuṭasiddhānta, publicado em 628 d.C., mas escrito em palavras em vez de símbolos. Sua solução da equação quadrática ax2 + bx = c foi a seguinte: "Ao número absoluto multiplicado por quatro vezes o [coeficiente do] quadrado, adicione o quadrado do [coeficiente do] termo médio; a raiz quadrada do mesmo, menos o [coeficiente do] termo médio, sendo dividido por duas vezes o [coeficiente do] quadrado é o valor." Isso é equivalente a:
{\displaystyle x={\frac {{\sqrt {4ac+b^{2}}}-b}{2a}}\ \ .}
O autor do método empregado por Bhaskara Akaria, para resolução das equações quadráticas, foi provavelmente o matemático indiano Sridhara [en] (870-930 d.C.), que apresentou um algoritmo  para resolver equações quadráticas, embora não haja indicação de que ele tenha considerado ambas as raízes. A fórmula, por vezes chamada "fórmula de Bhaskara", veio com um matemático francês, François Viète (1540-1603), que deu à fórmula geral, um tratamento  algébrico mais formal.